# 镇江英租界
镇江英租界是近代中国7个在华英租界之一（另外6个是上海英租界（不久并入上海公共租界）、汉口英租界、天津英租界、九江英租界、广州英租界和厦门英租界），之后美国根据“门户开放”、“利益均沾”的精神，提出开辟“公共租界”的办法，与英国在镇江租界里的领事馆协商租借部分土地建立了美国领事馆。这也在全国各地租界开了先例。

## 历史
1858年签订《天津条约》将镇江列为长江第一批通商口岸。当年11月8日，英国侵华海军司令额尔金乘巡洋舰“狂怒”号，率舰队来镇，察看了地形。随后，英国人便着手在新辟的长江沿岸各通商口岸镇江、九江、汉口等城市建立租界。由于当时镇江城外一带仍有太平军活动，从1859年至1861年间，英人没有在镇江设租界，却在七濠口形成一个水上居留区域。英国领事则驻在焦山。

### 设立
1861年2月23日，镇江知府师荣光与英国参赞巴夏礼订立开辟镇江英租界的约章。确定将距离镇江西门约5华里远的一块毁于太平天国战争的空地租给英国人，这块地基南到银山门、云台山，北到江边，西到小码头，东到公估巷（镇屏山），沿江长度140丈，进深为24丈，后来实测面积为156亩，包括平地130亩和云台山山上26亩。1864年（同治三年）英殖民者在云台山建起英领事馆，领事馆踞山坡之上，俯瞰全城，一览大江，为全城最高建筑，它用结砖间夹青砖叠砌而成，是座砖木石结构洋楼，属19世纪后半叶券廊式建筑，称“东印度式”。英领事馆始在此办理事务，并派专职领事来镇江管理英国领事馆，并兼代法国、德国、丹麦、奥匈、瑞典、挪威等国驻镇江领事。
镇江英租界初设时，由于镇江不时仍有太平军活动，英美商人就在长江北岸的七濠口进行贸易。战后，在中国政府的催促下，外国商人才到南岸租界内租地建屋。

### 扩展
1911年，镇江英租界工部局乘机占据租界前的江边马路，并在江边的滩涂上修筑了1个小型的江边花园。

### 收回
1927年3月24日，北伐军进入镇江后，英国领事怀稚特主动撤退巡捕，镇江商会会长陆小波率领商团进入租界，接收工部局、巡捕房，改由镇江公安局设立警署。全体英国侨民撤出。因此，该租界的行政管理权这时已被收回。1929年11月15日，正式举行收回镇江英租界的典礼。镇江商会出资买下电厂和自来水厂，同时赔偿了北伐军给英国人造成的损失。

## 管理

### 英国领事馆
- 镇江英国领事馆旧址已被列为全国重点文物保护单位。

## 市政
镇江英租界内建有5条干道，路宽8-10米，其中大马路（怡和马路，Ewo Road，今迎江路）为南北走向，江边马路（The Bund，今长江路迎江路口的一段）、二马路（Club Road）、三马路（Mission Road，今已封闭）、界路（Boundary Road，今大西路一段）为东西走向。除江边马路为片石路，其余马路均铺设沥青路。其中大马路长214米。界外以大西路沟通旧城区，以伯先路沟通火车站。

## 经济
镇江地处长江和京杭大运河的交汇处，在19世纪下半叶发展成为新兴的轮船航运枢纽，主要轮船公司—怡和洋行、太古洋行、招商局都在镇江英租界及其附近的江边建造码头。
晚清时期，镇江开埠到20世纪初，整个淮河流域，包括江苏长江以北、安徽北半部、山东南半部和河南大片地区，都属于镇江直接的腹地，镇江成为这些地区与上海之间的一个主要转口港。同时，镇江与其他长江口岸之间的贸易规模也很大，特别是米市和桐油贸易（来自湖南西部的洪江）。在大约50年的时期内，镇江保持了繁荣。除了许多英美商人，还有不少广东商人在镇江英租界经营贸易。在此开业的外商包括怡和洋行、美孚火油公司、亚细亚火油公司等。
1906年，京汉铁路通车，进出河南的货物改经汉口；1911年，津浦铁路通车，山东、安徽的货物也直接运往上海及青岛，南京则取代镇江成为南北交通的枢纽。同时，长江江流改变流向，镇江港口淤塞严重，外省客商纷纷迁走，米市也转移到芜湖和无锡。镇江的贸易地位急剧衰落，镇江英租界也迅速萧条，出现财政危机。

### 金融
- 上海银行

### 零售商业
镇江英租界不允许华人在界内摆摊或经营酒店、茶楼，界内的零售商店非常少。镇江的商业中心位于英租界和旧城之间的区域，民国时期修筑了贯通这一区域的大西路。

## 事件
- 1889年的火烧洋楼事件

## 现状
1937年11月23日，日军获悉江苏省政府主席顾祝同在大华饭店召开军事会议，派飞机轰炸，大华饭店和美孚火油公司大楼均被烧毁。半个月后进城的日军又焚烧镇江商业区，使收回后的原镇江英租界地区绝大部分变成废墟，只有山上的镇江英国领事馆旧址完整保存了下来，山下保留下来的建筑有英租界工部局（建于1890年）、巡捕房、税务司公馆、亚细亚火油公司（建于1910年）、以及交通银行旧址（1913年）等少数建筑。此后该区域长期衰败，演变为贫民区，并开设前进印刷厂等工厂。
2009年，镇江英租界旧址一带建成老码头文化创意产业园。原亚细亚火油公司改为镇江民间艺术馆，英租界工部局改为二楼南书房。
以下为镇江市区范围内的各级文物保护单位列表：

### 全国重点文物保护单位
| 名称               | 编号  | 分类                       | 所在地 | 年代        | 图像 |  |
| ------------------ | ----- | -------------------------- | ------ | ----------- | ---- |  |
| 镇江英国领事馆旧址 | 4-216 | 近现代重要史迹及代表性建筑 | 镇江市 | 1889—1890年 |      |  |

### 镇江市文物保护单位
| 名称               | 编号 | 分类 | 所在地                                           | 年代   | 公布          | 图像 |
| ------------------ | ---- | ---- | ------------------------------------------------ | ------ | ------------- | ---- |
| 亚细亚火油公司旧址 |      |      | 长江路207号                                      |        |               |      |
| 德士古火油公司旧址 |      |      | 钛白粉厂                                         | 1866年 | 1982年        |      |
| 税务司公馆旧址     |      |      | 长江路与迎江路交叉口                             |        |               |      |
| 美孚石油公司旧址   |      |      | 迎江路东侧                                       |        |               |      |
| 伯先路近代建筑群   |      |      | 伯先路、京畿路 - 英租界工部局旧址：长江路209号。 |        |               |      |
| 交通银行旧址       |      |      | 长江路205-1号                                    |        | 2007年8月26日 |      |